# Мофакс
Мофакс (дав.-гр. μόθαξ, досл. «зведений брат»), множина мофакси, мофаки (μόθακες) — давньогрецький спартанський суспільний термін, що означав тип громадян Спарти.
Термін використовувався у суспільно-політичній класифікації в стародавній Спарті, особливо під час Пелопоннеської війни 431—404 років до н. е. Мофакси були в основному або нащадками батьків-спартіатів та матерів-ілотів, або байстрюками, або дітьми із збіднілих партій, або сиротами. Мофакси не мали повноцінного «рівного» статусу в суспільстві на відміну від спартіатів, проте їм було дозволено вступати до війська і воювати поряд з спартіатами як періеки.
Хоча вони були вільними, але не повноцінними спартанськими громадянами, хоча й виховувалися разом зі спартіатскими дітьми чоловічої статі, як їхні прийомні брати. Через необхідність витрат на їхнє виховання, в тому числі, й на військове спорядження, їх, як правило, спонсорували батьки або багаті сім'ї. Деякі мофакси, такі як Гіліпп і Лісандр, піднялися на високі щаблі суспільного стану.